# Christophe Aussems
Christophe Aussems (1975) is acteur, regisseur en theatermaker. Hij studeerde aan de Acteursopleiding van Toneelacademie Maastricht en is een van de oprichters van theatermakershuis de Queeste, waarvan hij ook jaren artistiek leider was. Daar investeerde hij in het ensceneren van nieuwgeschreven theaterteksten en vertaalde hij verschillende toneelstukken.
Hij schreef een reeks theaterteksten, vaak gebaseerd op interviews, research en veldwerk. Hij koos voor spelen op bijzondere locaties, meestal in de gemeenschap waar de feiten zich afspeelden. Aussems was directeur/artistiek makelaar van stichting VIA ZUID en is medeoprichter van Het nieuwstedelijk. In 2017-2018 volgde hij een verdiepingstraject en studeerde hij de master theater aan Hogeschool Zuyd.

## De Queeste
Theatermakersgroep de Queeste werkte als professioneel theatergezelschap in en vanuit (Belgisch) Limburg van 1997 tot 2015. De Queeste werd in 1997 opgericht aan de Toneelacademie Maastricht (NL), waar enkele Vlaamse studenten begonnen aan hun 'oneindige zoektocht'. De Queeste was in 1999 en 2000 laureaat van Theater Aan Zee en werd in 2001 geselecteerd voor de Serie Nieuwe Theatermakers (NL). In 2002 koos de Queeste als uitvalsbasis voor Genk, de organisatie werd in 2006 structureel erkend door de Vlaamse overheid. Begin 2007 fuseerde de Queeste met werkplaats TOR en groeide verder uit tot theatermakershuis de Queeste. In 2009 verhuisde de uitvalsbasis van Genk naar Hasselt en werd de Queeste stadsgezelschap. De Queeste speelde voorstellingen in zalen en op locaties. Het had een neus voor nieuwgeschreven theaterteksten, ontwikkelde interviewprojecten en investeerde in talentontwikkeling. De Queeste vervulde een pioniers- en voortrekkersrol in de regio Limburg. In 2015 fusioneerde de Queeste met Braakland/ZheBilding tot Het nieuwstedelijk.

## Theater
- Vuur (2015): regie, interviews & tekst
- Zigzagkind (2016): dramaturgie
- Groupe Diane (2017): regie & research
- Hybris (2019): regie, interviews & tekst

Als acteur te zien in
Theater
- Hitler is Dood (2009 - 2020)
- Schroot (2015)
- Hoop (2015)
- Screen (2018)

Televisie en film
- Beau Séjour (2016) (politieman)